# Internetski prijenos
Internetski prijenos ili rjeđe mrežno strujanje (eng. streaming media, streaming) generički je naziv za tehnologiju tehnologiju prijenosa zvuka i slika računalnim mrežama. Najčešće se radi o prijenosu uživo (eng. live streaming) kada se istovremeno snimaju i mrežom klijentu na reprodukciju šalju audio i video podatci. Po ovom je internetski prijenos sličan klasičnom prijenosu radijskog i televizijskog programa. Zbog lakoće snimanja, pohranjivanja i prijenosa, sadržaj je često naknadno dostupan i za reproduciranje na zahtjev (eng. on demand).

## Audio i video formati
- Flash Video Streaming
- MP3
- MP4
- Nullsoft Streaming Video
- Ogg (Vorbis, Theora)
- Quicktime
- Real Media
- Windows Media

## Klijenti i serveri za internetski prijenos
- Catra Streaming Platform
- Darwin Streaming Server/QuickTime Streaming Server
- FFserver
- Helix Server
- Icecast
- Icecast2
- Jinzora Broadcast Server-Software
- LSCube/Feng
- MediaTomb
- No23Live, samo Audio)
- PeerStream Broadcast Server
- SHOUTcast
- VideoLAN Server
- Wirecast